# И наступит тьма
«И наступит тьма» (англ. And Soon the Darkness) — триллер 2010 года режиссёра Маркоса Эфрона, ремейк одноимённого британского фильма 1970 года, в главных ролях Карл Урбан, Эмбер Хёрд и Одетт Эннабл. Мировая премьера состоялась 17 декабря 2010 года.

## Сюжет
Две молодые американки Стефани и Элли путешествуют автостопом по Южной Америке. В последний день пребывания в Аргентине они решают остановиться в небольшом отеле. После выпивки в местном баре, где они познакомились с несколькими местными мужчинами, подруги опаздывают на автобус, который должен был отвезти их к следующему месту назначения. Поскольку автобус ездит только раз в день, они решают провести этот день на берегу реки, чтобы отдохнуть.
Поездка превращается в настоящий кошмар, когда после ссоры девушки расстаются, и Элли похищают. В то время как Стефани в отчаянии ищет подругу, она встречает Майкла, американца, который утверждает, что ищет свою девушку, исчезнувшую несколько месяцев назад.
К ним присоединяется единственный полицейский города, который ведёт себя подозрительно. Стефани удаётся найти место, где преступник держит Элли, и освободить её, но при попытке побега похититель убивает Элли.
К ним подъезжает полицейская машина, из которой выходят Майкл и полицейский. Полицейский просит Стефани сесть в машину и приставляет пистолет к голове похитителя. В машине Стефани обнаруживает паспорт Элли и понимает, что он и есть тот самый преступник — жестокий торговец людьми, виновный в исчезновениях девушек. Майкл отбирает у полицейского оружие и спрашивает у него, где Камила, на что тот говорит, что они могут договориться, но для этого нужно обменять Стефани на Камилу. Майкл соглашается и поворачивается к машине, чтобы попросить у Стефани прощения за это, и в этот момент полицейский встаёт и стреляет в него из второго оружия.
Стефани оказывается в руках полицейского и его сообщника-похитителя, которые собираются продать её. Стефани сажают на лодку, но ей удаётся спастись, прыгнув с лодки и убив похитителя. Добравшись до парагвайского берега, она сталкивается с покупателем и тем самым аргентинским полицейским, который преследовал её. Но ей снова удаётся сбежать. Полицейский вновь бросается в погоню, убив местного рыбака, который пытался ей помочь. Стефани прячется на лодке, хватает нож и, когда преследователь заходит внутрь, вступает с ним в схватку. Она ранит его в ногу, отбирает пистолет и убивает полицейского. В последней сцене показано, как Стефани на рассвете идёт к ближайшему городу. Внезапно к ней подъезжает джип, из которого выходит парагвайская военная, и спасает её.

## В ролях
- Эмбер Хёрд — Стефани
- Карл Урбан — Майкл
- Одетт Эннабл — Элли
- Джиа Мантенья — Камила
- Адриана Барраса — Розамария
- Мишель Нойер — Чучо
- Сесар Вианко — Кальво
- Луис Сабатини — Лука
- Даниэль Фигуерейдо — Педро
- Хорхе Бут — Эрнан

## Критика
На агрегаторе отзывов Rotten Tomatoes фильм имеет рейтинг одобрения 17 %, основанный на 6 отзывах, со средним рейтингом 4,90/10.